# Dirty Brown City
Maxi single do grupo Go Graal Blues Band gravado em 1984 com produção de Paulo Gonzo. Neste disco participam Mário Pereira (bateria), Tó Andrade (guitarra baixo), João Allain (guitarra) e Paulo Gonzo (vocalista).

## Músicas
- Fast Flirt - 05:32 (P. Gonzo)
- Dirty Brown City - 06:16 (P. Gonzo)
- Wild Beat Blues - 05:23 (P. Gonzo/J. Allain)